# Suflí
Suflí este o municipalitate din provincia Almería, Andaluzia, Spania, cu o populație de 255 locuitori.